# NGC 2228
NGC 2228 је спирална галаксија у сазвежђу Златна риба која се налази на NGC листи објеката дубоког неба.
Деклинација објекта је - 64° 27' 33" а ректасцензија 6h 21m 15,9s. Привидна величина (магнитуда) објекта NGC 2228 износи 13,6 а фотографска магнитуда 14,6. NGC 2228 је још познат и под ознакама ESO 87-7, FAIR 249, DRCG 50-89, PGC 18862.